# Esches
Esches är en kommun i departementet Oise i regionen Hauts-de-France i norra Frankrike. Kommunen ligger i kantonen Méru som tillhör arrondissementet Beauvais. År 2022 hade Esches 1 654 invånare.

## Befolkningsutveckling
Antalet invånare i kommunen Esches
| Referens: INSEE |